# 1994-es labdarúgó-világbajnokság-selejtező (OFC)
Az 1994-es labdarúgó-világbajnokság selejtezőjének OFC-zónájában összesen 7 nemzet versenyzett a 0,25 helyért. Nyugat-Szamoa végül nem indult el, így 6 nemzet vágott neki a selejtezőknek. 
Az első fordulóban a 6 csapat két három tagú csoportban mérkőzött egymással mindössze egy alkalommal. A két csoportgyőztes bejutott a második fordulóba, ahol oda-visszavágós alapon döntötték el a továbbjutást. A győztes interkontinentális pótselejtezőt játszott a CONCACAF-zóna második helyezettjével. 

## Első forduló

### 1. csoport
| Hely. | Csapat           | M | Gy | D | V | G+ | G– | Gk  | P  | Továbbjutás                  |     | Ausztrália (ország) | Francia Polinézia | Salamon-szigetek |
| ----- | ---------------- | - | -- | - | - | -- | -- | --- | -- | ---------------------------- | --- | ------------------- | ----------------- | ---------------- |
| 1.    | Ausztrália       | 4 | 4  | 0 | 0 | 13 | 2  | +11 | 12 | Bejutott a második fordulóba |     | —                   | 2–0               | 6–1              |
| 2.    | Tahiti           | 4 | 1  | 1 | 2 | 5  | 8  | −3  | 4  |                              |     | 0–3                 | —                 | 4–2              |
| 3.    | Salamon-szigetek | 4 | 0  | 1 | 3 | 5  | 13 | −8  | 1  |                              | 1–2 | 1–1                 | —                 |                  |

| 1992. július 11. |

| Salamon-szigetek | 1–1         | Tahiti     |
| ---------------- | ----------- | ---------- |
| Hatei 61'        | Jegyzőkönyv | Etaeta 76' |

| Honiara, Salamon-szigetek Nézőszám: 2000 Játékvezető: Prakash Chandra (Fidzsi-szigeteki) |

| 1992. szeptember 4. |

| Salamon-szigetek | 1–2         | Ausztrália             |
| ---------------- | ----------- | ---------------------- |
| Vato 83'         | Jegyzőkönyv | Veart 8' McCulloch 86' |

| Honiara, Salamon-szigetek Nézőszám: 8000 Játékvezető: Gary Fleet (Új-zélandi) |

| 1992. szeptember 11. |

| Tahiti | 0–3         | Ausztrália                 |
| ------ | ----------- | -------------------------- |
|        | Jegyzőkönyv | Mori 2' Veart 44' Wade 57' |

| Papeete, Francia Polinézia Nézőszám: 3185 Játékvezető: Lennox Sharp (Új-zélandi) |

| 1992. szeptember 20. |

| Ausztrália              | 2–0         | Tahiti |
| ----------------------- | ----------- | ------ |
| Veart 11' Durakovic 62' | Jegyzőkönyv |        |

| Brisbane, Ausztrália Játékvezető: Kaltatak Kalokis (vanuatui) |

| 1992. szeptember 26. |

| Ausztrália                                                  | 6–1         | Salamon-szigetek  |
| ----------------------------------------------------------- | ----------- | ----------------- |
| Genc 4' Gray 60' Wade 67' Veart 83' Brown 85' Durakovic 88' | Jegyzőkönyv | Charles Ashley 6' |

| Newcastle, Ausztrália Játékvezető: Intaz Shan (Fidzsi-szigeteki) |

| 1992. október 9. |

| Tahiti                                            | 4–2         | Salamon-szigetek  |
| ------------------------------------------------- | ----------- | ----------------- |
| Temarii 8' (11-esből) Rousseau 18' Gatien 43' 88' | Jegyzőkönyv | Vato 60' Suri 90' |

| Papeete, Francia Polinézia Játékvezető: Barry Tasker (Új-zélandi) |

### 2. csoport
| Hely. | Csapat          | M | Gy | D | V | G+ | G– | Gk  | P  | Továbbjutás                  |     | Új-Zéland | Fidzsi-szigetek | Vanuatu |
| ----- | --------------- | - | -- | - | - | -- | -- | --- | -- | ---------------------------- | --- | --------- | --------------- | ------- |
| 1.    | Új-Zéland       | 4 | 3  | 1 | 0 | 15 | 1  | +14 | 10 | Bejutott a második fordulóba |     | —         | 3–0             | 8–0     |
| 2.    | Fidzsi-szigetek | 4 | 2  | 1 | 1 | 6  | 3  | +3  | 7  |                              |     | 0–0       | —               | 3–0     |
| 3.    | Vanuatu         | 4 | 0  | 0 | 4 | 1  | 18 | −17 | 0  |                              | 1–4 | 0–3       | —               |         |

| 1992. június 7. |

| Új-Zéland                   | 3–0         | Fidzsi-szigetek |
| --------------------------- | ----------- | --------------- |
| Wright 15' 50' Halligan 42' | Jegyzőkönyv |                 |

| Christchurch, Új-Zéland Nézőszám: 4917 Játékvezető: John McConnell (ausztrál) |

| 1992. június 27. |

| Vanuatu  | 1–4         | Új-Zéland                                        |
| -------- | ----------- | ------------------------------------------------ |
| Vatú 26' | Jegyzőkönyv | McClennan 2' 3' Gray 74' Halligan 82' (11-esből) |

| Port Vila, Vanuatu Nézőszám: 4000 Játékvezető: Trompette Guy (tahiti) |

| 1992. július 1. |

| Új-Zéland                                                       | 8–0         | Vanuatu |
| --------------------------------------------------------------- | ----------- | ------- |
| Laus 30' 32' 69' McGarry 33' 71' Ironside 64' McClennan 67' 72' | Jegyzőkönyv |         |

| Auckland, Új-Zéland Nézőszám: 809 Játékvezető: Spiers Peter (ausztrál) |

| 1992. szeptember 12. |

| Fidzsi-szigetek         | 3–0         | Vanuatu |
| ----------------------- | ----------- | ------- |
| Moceimereke 65' 69' 75' | Jegyzőkönyv |         |

| Suva, Fidzsi-szigetek Nézőszám: 809 Játékvezető: John Fraser (ausztrál) |

| 1992. szeptember 19. |

| Fidzsi-szigetek | 0–0         | Új-Zéland |
| --------------- | ----------- | --------- |
|                 | Jegyzőkönyv |           |

| Suva, Fidzsi-szigetek Játékvezető: John Fraser (ausztrál) |

| 1992. szeptember 26. |

| Vanuatu | 0–3         | Fidzsi-szigetek               |
| ------- | ----------- | ----------------------------- |
|         | Jegyzőkönyv | Bulinaceva 15' Nawasu 33' 77' |

| Port Vila, Vanuatu Játékvezető: Gary Power (ausztrál) |

## Második forduló
| 1. csapat | Össz.Tooltip Aggregate score | 2. csapat  | 1. mérk. | 2. mérk. |
| --------- | ---------------------------- | ---------- | -------- | -------- |
| Új-Zéland | 0–4                          | Ausztrália | 0–1      | 0–3      |

| 1993. május 30. |

| Új-Zéland | 0–1 | Ausztrália |
| --------- | --- | ---------- |
|           |     | Arnold 55' |

| Mount Smart Stadion, Auckland Nézőszám: 10 952 Játékvezető: Bo Karlsson (svéd) |

| 1993. június 6. |

| Ausztrália                      | 3–0 | Új-Zéland |
| ------------------------------- | --- | --------- |
| Veart 1' A. Vidmar 3' Zelić 49' |     |           |

| Olimpiai Park Stadion, Melbourne Nézőszám: 41 976 Játékvezető: Jacobs Ullenberg (svéd) |

Ausztrália 4–0-ás összesítésben bejutott a pótselejtezőbe.

## Interkontinentális pótselejtező

### Első forduló
| 1. csapat | Össz.Tooltip Aggregate score | 2. csapat  | 1. mérk. | 2. mérk. |
| --------- | ---------------------------- | ---------- | -------- | -------- |
| Kanada    | 3–3 (1–4)                    | Ausztrália | 2–1      | 1–2      |

### Második forduló
| 1. csapat  | Össz.Tooltip Aggregate score | 2. csapat | 1. mérk. | 2. mérk. |
| ---------- | ---------------------------- | --------- | -------- | -------- |
| Ausztrália | 1–2                          | Argentína | 1–1      | 0–1      |